# Criotettix japonicus
Criotettix japonicus är en insektsart som först beskrevs av Wilhem de Haan 1842.  Criotettix japonicus ingår i släktet Criotettix och familjen torngräshoppor. Inga underarter finns listade i Catalogue of Life.